# Султанлы, Али Абдулла оглы
Али Абдулла оглы Султанлы (азерб. Əli Abdulla oğlu Sultanlı) (1906—1960) — азербайджанский литературовед, педагог, доктор филологических наук (1946), профессор (1947).

## Биография
Родился в 1906 году в селе Араксе (в советское время — Нахичеванская АССР).
В 1923 году поступил в Нахичеванскую учительскую семинарию, которую окончил в 1928 году. Некоторое время работал литературным работником в газете «Шарг гапысы» («Врата востока»).
В 1929 году переехал в Баку, стал работать ассистентом на кафедре литературы зарубежных стран Азербайджанского государственного университета, преподавал мировую и азербайджанскую литературу. В 1934—1939 годах заведовал кафедрой литературы зарубежных стран. В 1939—1941 годах — проректор Азербайджанского государственного университета.
В 1940 году защитил кандидатскую диссертацию на тему «Ахундов и Мольер», в 1946 году защитил диссертацию на соискание ученой степени доктора филологических наук по теме «История азербайджанской драматургии».
В Азербайджане первые успехи в изучении литературы зарубежных стран связаны с деятельностью Али Султанлы.
Автор ряда учебников, таких как «Антология античной литературы», «Зарубежная литература», «Антология римской литературы», «История античной литературы», «История римской литературы» и др. В журналах и газетах регулярно печатались статьи Али Султанлы об Аристотеле, Боккаччо, Шекспире, Мольере, Руссо, Гёте, Шиллере, Байроне, Гюго, Гейне, Бальзаке и других мастеров мировой литературы.
Скончался в 1960 году.
Награждён медалью «За трудовую доблесть» (27.04.1940) — «в ознаменование 20-й годовщины освобождения Азербайджана от ига капитализма и установления там советской власти, за успехи в развитии нефтяной промышленности, за достижения в области подъёма сельского хозяйства и образцовое выполнение строительства Самур-Дивичинского канала».